# Asiohahnia spinulata
Asiohahnia spinulata là một loài nhện trong họ Hahniidae.
Loài này thuộc chi Asiohahnia. Asiohahnia spinulata được miêu tả năm 1992 bởi Ovtchinnikov.